# Styloplanocera fasciata
Styloplanocera fasciata is een platworm (Platyhelminthes). De worm is tweeslachtig. De soort leeft in het zoute water.
Het geslacht Styloplanocera, waarin de platworm wordt geplaatst, wordt tot de familie Gnesiocerotidae gerekend. De wetenschappelijke naam van de soort werd voor het eerst geldig gepubliceerd in 1859 door Schmarda.